# Johannes Roder
Johannes Roder (Johann IX. Roder; geboren im 16. Jahrhundert in St. Vith; gestorben 30. Oktober 1596 in Andernach) war Abt des Zisterzienserklosters Himmerod.

## Leben
Johannes Roder war zunächst von 1561 bis 1564 Prior und von 1566 bis 1581 Cellerar, bevor er nach dem Tod des Vorgängerabts Gregor Simonis am 7. März 1581 zum 39. Abt des Klosters Himmerod gewählt wurde. Die Bestätigungen sprachen der Erzbischof Jakob von Eltz am 16. März und der Generalabt Nicolas I. Boucherat am 3. Mai 1581 aus, die Benediktion erhielt er durch Weihbischof Peter Binsfeld am 20. August 1581.
Günstige wirtschaftliche Umstände erlaubten es Abt Roder zwar die Bestände der Klosterbibliothek zu erweitern, jedoch führte ein achtloses Ausleihen zum Verlust einiger wichtiger Werke. Der von ihm geförderte Haarlemer Theologe Jakob Fischer schrieb ihm zum Dank eine Neuausgabe des Werks Dialogus miraculorum des Caesarius von Heisterbach, das 1591 in Köln veröffentlicht wurde.
Im Jahr 1593 wurde er zum Generalvikar und Visitator in den Diözesen Mainz, Trier, Speyer, in Hessen und in der Rheinpfalz ernannt. Nach seinem Tod am 30. Oktober 1596 in Andernach wurde Ambrosius Schneidt sein Nachfolger als 40. Abt des Klosters Himmerod.